# 黒森峠 (福島県)

黒森峠 （くろもりとうげ）は、福島県会津若松市と福島県郡山市の境界にある峠。国道294号が経由している。標高は630メートル。

## 概要
江戸時代、陸奥国会津郡若松と白河郡白河を結ぶ白河街道が経由していた。現在は国道294号が当峠を経由しており、黒森トンネルによって通過している。郡山市側は同市湖南町、会津若松市側は同市湊町に属している。猪苗代湖が数キロ北にあり、周辺には崎川浜や秋山浜などが存在している。

### 旧道
黒森トンネルが開通する以前の道は、峠の切り通しを通過した後、郡山市側をつづら折りで下って峠を越えていた。現道は会津若松市湊町の高坂集落を通過しないため、旧道の一部は集落へのアクセス道路として利用されている。峠を含む残り区間は通行止めになっており、柵で封鎖されている。

### 現道
現在の国道294号は、2003年9月に開通した黒森トンネルを経由している。

#### 道路施設
黒森トンネル

高坂橋
- 全長：27.4m
- 幅員：6.5(11.0)m
- 形式：PC単純ポステンバルブT桁橋
- 竣工：2004年度

会津若松市湊町大字原字高坂に位置し、一級水系阿賀野川水系日橋川(猪苗代湖)支流の原川を渡る。黒森峠バイパス工事に伴い架け替えられた。総工費は1億7630万円。